# منتزه البودزيرة

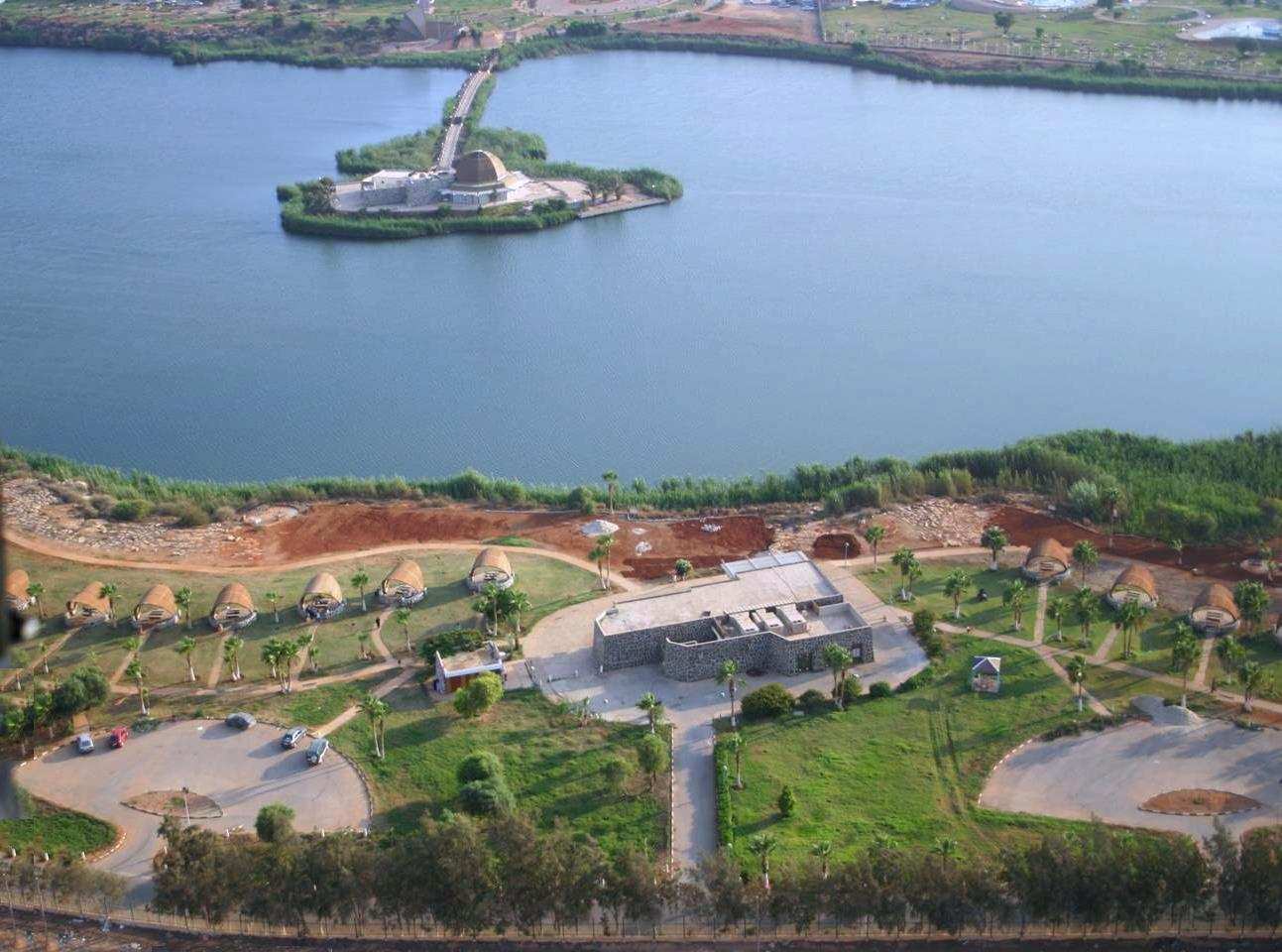
منتزه بو ديزيرة

منتزه بودزيرة هو مشروع سياحي يقع على بعد 7 كم إلى الشمال من مركز مدينة بنغازي بمنطقة الكويفية ويعتبر مع البوسكو من أهم المشاريع السياحية في مدينة بنغازي وهو قائم حول بحيرة طبيعية تحيطها الأشجار وبعض المطاعم والملاهي المائيّة والمجمعات السكنيّة. 